# Thaïs d'Escufon
Anne-Thaïs du Tertre d'Escœuffant (Toulouse, 28 de agosto de 1999), conocida como Thaïs d'Escufon, es una youtuber y activista de extrema derecha francesa. Fue portavoz de Génération Identitaire hasta su disolución en 2021.

## Primeros años y educación
D'Escufon nació en Toulouse el 28 de agosto de 1999, dentro de una gran familia católica. Creció en Haute-Garonne, en Drémil-Lafage, a diez kilómetros de Toulouse.
Educada en el Instituto Pierre-Paul-Riquet de Saint-Orens-de-Gameville, obtuvo el bachillerato literario con matrícula de honor en 2016. Luego continuó sus estudios de lenguas extranjeras en la Universidad de Toulouse Jean Jaurès.

## Activismo
Fue miembro de Action Française durante un tiempo, luego se involucró con Génération identitaire (GI). En octubre de 2018, participó en una acción contra los locales de la ONG SOS Méditerranée. Obtuvo notoriedad significativa durante una acción de agitación y propaganda en junio de 2020, al margen de una manifestación contra el racismo y la violencia policial organizada por el comité Adama.
Convertida en portavoz de GI, d'Escufon apareció en los medios de comunicación, a menudo de derecha o de extrema derecha, pero también más generalistas, para presentar las tesis de su organización.
Mientras construía su presencia en las redes sociales, fue una de las ejecutivas de Génération Identitaire que fueron baneadas de la red social Twitter en julio de 2020. En Instagram, su cuenta fue suspendida periódicamente y luego recreada. Su cuenta en la red TikTok también fue eliminada en febrero de 2021. En junio de 2021, lanzó su propio canal de YouTube. Ese mismo año, L'Express la describió como una influencer.
De septiembre de 2020 hasta enero de 2021, fue la community manager del ejecutivo de Agrupación Nacional Sébastien Chenu. Este último, alegando que solo descubrió el compromiso identitario de Thaïs d'Escufon durante su aparición en el programa Touche pas à mon poste, la despidió.
En abril de 2021, poco después de la disolución de Génération Identitaire, lanzó Asla con otros ex-GI, una asociación que se presenta como destinada a apoyar a los «denunciantes». En un vídeo publicado en YouTube, aseguró que Asla "«tendrá como única función la comunicación sobre los procedimientos judiciales». De hecho, una parte importante de los antiguos miembros de Génération Identitaire siguen formando parte del grupo desde la disolución, abordando temas similares.
En enero de 2022, d'Escufon anunció que actuaría junto a otros activistas de extrema derecha, entre ellos Julien Rochedy y Papacito, en una película sobre la Edad Media, aunque el rodaje nunca comenzó, ya que fue finalmente abandonado.
Durante las elecciones presidenciales de 2022, apoyó a Éric Zemmour.
En 2024, contó con la ayuda de la agencia Progressif Media, parte del grupo Vivendi, propiedad del empresario de extrema derecha Vincent Bolloré, para la filmación de sus videos compartidos en las redes sociales.

## Radio
En agosto de 2024, fue reclutada por Europe 1, una estación de radio del grupo Lagardère también dirigido por Vincent Bolloré, como columnista del programa de Cyril Hanouna On marche sur la tête.

## Posiciones ideológicas
Thaïs d'Escufon es una católica devota. Pertenece al movimiento identitario y difunde en X la teoría conspirativa del gran reemplazo, afirmando defender la raza blanca advirtiendo sobre el peligro mortal de la invasión migratoria y llamando a la "reconquista". También comparte comentarios conspirativos sobre la votación electrónica, asegurando que excluiría a los votantes que no hayan sido vacunados contra el COVID-19.
Ferviente antifeminista, se dirige a una audiencia incel en YouTube y promueve el movimiento tradwife. Ella cree que las mujeres deberían limitarse a desempeñar el papel de madre y esposa devota.
Tiende a utilizar argumentos científicos y biológicos para justificar tesis contra la igualdad de género, el movimiento LGBT y el matrimonio homosexual, entre otras cosas.